# فرانك أندرسون (لاعب كرة قدم كندية)
فرانك أندرسون (بالإنجليزية: Frank Anderson)‏ هو لاعب كرة قدم كندية أمريكي، ولد في 24 مايو 1928 في أوكلاهوما سيتي في الولايات المتحدة، وتوفي في 28 سبتمبر 1983 في إدمونتون في كندا.